# Conny Edholm
Conny Edholm, född 16 september 1963, är en svensk kanotist.
Han tog bland annat VM-guld i K-2 10000 meter i samband med sprintvärldsmästerskapen i kanotsport 1985 i Mechelen.
Edholm är Stor grabb nummer 89 på Svenska Kanotförbundets lista över mottagare för utmärkelsen Stor kanotist.